# Tankosaari (ö i Södra Savolax)
Tankosaari är en ö i Finland. Den ligger i sjön Saimen och i kommunen Sankt Michel i den ekonomiska regionen  S:t Michel och landskapet Södra Savolax, i den södra delen av landet, 210 km nordost om huvudstaden Helsingfors. Öns area är 7,4 hektar och dess största längd är 500 meter i öst-västlig riktning.